# Sunny Leone
Pour les articles homonymes, voir Sunny (homonymie) et Leone.
Sunny Leone, née le 13 mai 1981 à Sarnia (Ontario), est une actrice, ancienne actrice de films pornographiques, femme d'affaires, mannequin, réalisatrice canadienne et américaine,.

## Biographie

### Jeunesse et formation
Sunny Leone, de vrai nom Karenjit Kaur Vohra est née le 13 mai 1981 à Sarnia, dans la province d'Ontario, au Canada. Elle grandit dans une petite ville de 7 000 habitants sur les bords du lac Huron. Ses parents, installés au Canada avant sa naissance, sont originaires du Pendjab, au Nord de l'Inde. Bien que de religion sikh, ils choisissent d'inscrire leur fille dans une école catholique.
Enfant, elle aime particulièrement l'hiver et, très sportive, elle joue au hockey avec les garçons du quartier.
Elle a quatorze ans quand sa famille part pour les États-Unis et s'établit en Californie. Dans une interview, elle admet que, si elle n'avait jamais quitté le Canada, elle aurait certainement été une personne différente tout en supposant qu'elle ne se serait jamais orientée vers l'industrie pornographique. Elle débute sa vie sexuelle à l'âge de 16 ans avec un joueur de basketball et découvre sa bisexualité à 18 ans. Après avoir terminé le lycée en 1999, elle entame des études d'infirmière puéricultrice.
Elle multiplie les emplois d'appoint en travaillant tour à tour dans une boulangerie allemande, dans un centre de maintenance automobile ou encore dans une agence de retraite avant devenir strip-teaseuse.

### Carrière pornographique (2001 - 2013)
Par l'intermédiaire d'une condisciple danseuse exotique, elle rencontre Jay Allen, un photographe de Penthouse. Elle lui affirmera que Sunny était son véritable nom (en fait, il s'agissait du véritable nom de son frère cadet) et qu'elle s'était inspiré de Bob Guccione pour Léone, propriétaire du magazine Penthouse. 
Au départ, Sunny accepte de se dénuder devant l'objectif sur les recommandations de Jay Allen. Réalisant le potentiel de son image et l’appât du gain aidant, elle renouvelle les clichés de nu en espérant gagner 10 000 à 15 000 dollars par semaine afin de pouvoir s’offrir tout ce que ses parents lui avaient toujours refusé. 
Dans le but de dissimuler ses activités auprès de sa famille, elle achète tous les magazine Penthouse des commerces environnants la région de Sarnia (Ontario) dès la publication du dernier numéro.
Elle devient Penthouse Pet of the Month en mars 2001 puis pose nue pour d'autres magazines comme Hustler, High Society, Swank, Cheri, Club International, ou Lowrider'. Elle apparaît sur les sites Mystique Magazine, ModFxmodels, Suze.net ou Mac and Bumble. On la retrouve aussi dans des vidéos érotiques comme Pets in Paradise, Erotic Idols ou Virtual Harem. Elle est consacrée Penthouse Pet of the Year en 2003. 
Elle apparaît dans le show d'Howard Stern. Cette apparition l'expose au grand public et un membre de sa famille la reconnaît. Son frère, qui est dans la confidence et approuve son choix, informe alors leurs parents afin qu'elle puisse gérer au mieux la situation.
Sunny tente de leur expliquer son choix de carrière et de focalise leur attention sur les économies qu'elle a récolté (environ 100 000 $).   
Cependant, la mère de famille s’effondre en larmes en réalisant que Sunny n'a pas l'intention de renoncer à ce choix de carrière en dépit de leurs sollicitations à arrêter. Confrontée aux remontrances de ses parents, Sunny reste ferme et leur déclare vouloir continuer à paraître dans des productions pornographiques coûte que coûte. Son père lui accorde alors sa bénédiction mais lui conseille d'exceller dans son domaine.  
La mère de celle-ci traversera alors une profonde dépression et développera une addiction à l'alcool jusqu'à sa mort. Dans le documentaire "Mostly Sunny", l'actrice déclare « J'ai vu ma mère mourir sous mes yeux » (I watched my mother die in front of me). Le père de l'actrice décède quelque temps après d'une complication chirurgicale consécutive à un cancer. 
En 2005, Sunny Leone signe un contrat d'exclusivité de 3 ans avec la firme Vivid Entertainment. Elle tient désormais la vedette dans des films pornographiques, même si on ne la voit que dans des scènes lesbiennes ou « solo ». Sortent alors successivement Sunny, Virtual Vivid Girl Sunny Leone, Sunny and Cher, The Female Gardner, It's Sunny in Brazil, et The Sunny Experiment.
En mai 2007, elle signe un nouveau contrat avec Vivid pour six films et accepte de tourner des scènes de pénétration avec des hommes. 
Durant l'été, elle se fait implanter des implants mammaires qui font passer son tour de poitrine de 85B à 85C. Elle tourne ses premières scènes « hard » avec Matt Ericsson, directeur marketing du magazine Penthouse et son fiancé de l'époque, pour les films Sunny Loves Matt (sorti en mars 2008) et The Other Side of Sunny. C'est une première car elle ne tournait jusque-là que des scènes homosexuelles ou en solo.
En janvier 2008, elle annonce avoir eu des ébats sexuels filmés avec d'autres partenaires masculins (Tommy Gunn, Voodoo, Charles Dera et James Deen).
En août de la même année, elle lance son propre studio, Sunlust Pictures, en partenariat avec Daniel Weber. Ses premières productions indépendantes, The Dark Side of the Sun et Sunny Slumber Party sortent en 2009, toujours distribuées par Vivid Entertainment. En 2009, Vivid distribue "Sunny B/G Adventure", rare film de sa filmographie dans lequel elle est filmée ayant des rapports sexuels avec des acteurs autres que ses compagnons de vie. 
Le magazine Maxim la classe dans le « top 12 » des meilleures actrices pornographiques, en juin 2010. 
À partir de 2010, elle tourne ses scènes pornographiques avec Daniel Weber (Ariel King), un musicien qui devint son partenaire à la ville et à l'écran, notamment dans le dernier film qui la lie avec la firme Vivid Entertainment, intitulé "Undress Me".Elle l'épouse le 20 janvier 2011.  
À partir de 2012, devenue productrice et réalisatrice de films X, Sunny Leone n'apparaît plus que dans des scènes lesbiennes ou exclusivement avec son compagnon Daniel Weber.
Sunny Leone affirme que le restant de sa famille, ainsi que les personnes qu'elle a connu dans sa jeunesse, se refusent désormais à lui adresser la parole. Cependant, elle indique n'en être que peu affectée car elle estime avoir trouvé une nouvelle famille parmi ses fans et les 1,2 milliard de personnes qui composent son public indien.
Sunny Léone annonce sa retraite des films pornographiques en 2013.

### Virage Bollywoodien (2008 - Présent)
Au cours de l'année 2008, elle amorce une carrière en dehors du porno. Elle participe à trois épisodes de la série Co-Ed Confidential. Elle apparaît aussi dans The Virginity Hit de Will Ryder (en).
Très populaire dans son pays d'origine, elle s'intéresse à l'industrie Bollywoodienne. Elle tourne à Oman Pirate's Blood de Mark Ratering, une coproduction américano-indienne avec Salim Bahwan. En 2011, elle participe en Inde à l'émission de télé réalité Bigg Boss 5 (en). Sa présence dans ce programme suscite un débat sur la place de la pornographie dans un pays très conservateur et sur le plan des mœurs, Cette apparition confirme aussi la popularité dont elle jouit dans cette partie du monde.
Sorti en 2012, son premier film « Bollywoodien », Jism 2, un thriller érotique lui vaut de partager l'affiche avec Randeep Hooda. Elle est choisie par Ekta Kapoor pour tenir la vedette de sa prochaine production, Ragini MMS 2, sorti en octobre 2013.

### Documentaires et films autobiographiques
En 2016, une société canadienne souhaite produire un documentaire consacré à la vie de l'actrice, en abordant sa carrière en tant qu'actrice pornographique et sa reconversion dans le cinéma bollywoodien, au travers d'images d'archives et d'interviews. Le film Mostly Sunny bénéficie d'une avant-première lors du festival international du film de Toronto le 11 septembre 2016. Le film sera également distribué en salle au cours du mois de janvier 2017. 
Afin de ne pas ternir l'image que l'actrice s'est évertuée à changer auprès de son public indien très puritain, Sunny Leone a demandé que les images la montrant nue ou en plein ébats sexuels issues de ses vidéos pornographiques, soient retirées du documentaire. Sa demande lui fut refusée ce qui enchaînera sur une rupture de ses relations avec le réalisateur. L'actrice ira jusqu’à boycotter la promotion du film en prétextant devoir assister à une Bar Mitzvah à New York. Le film reçu un pourcentage de 33 % sur le site de Rotten Tomatoes.
Sunny Leone annonce qu'une web-série consacrée à sa vie intitulée "Karenjit Kaur: The Untold Story of Sunny Leone" devrait bientôt voir le jour. L'épisode pilote est diffusé sur la chaîne Zee5 le 16 juillet 2018.

### Activités en dehors de la pornographie, notoriété et vie privée
Ouvertement bisexuelle, l'actrice déclare préférer fréquenter les hommes. En 2008, elle fréquente l'humoriste américain Russell Peters durant une brève période, et explique plus tard regretter d'avoir fait ce choix.  
Entre 2008 et 2013, elle est la personnalité la plus recherchée sur le moteur de recherche Google en Inde. Elle est également beaucoup associée à l'ex-actrice pornographique Sasha Grey pour leur ressemblance tant physique que dans le parcours professionnel. 
En 2012, elle indique avoir acquis la citoyenneté indienne. Ce choix a été motivé pour les besoins du tournage du film Jism 2 dans lequel elle tient la vedette. 
Sunny est aussi une femme d'affaires, elle est très présente sur le net (sites de poker, de rencontres…), participe à de nombreux événements (présentations de soirées, de shows télévisés, mariages, salons, publicités,…) et prête son image pour des produits dérivés.   
En octobre 2011, elle participe avec Monique Alexander, dans un cadre associatif, au semi-marathon Rock n’ Roll Los Angeles Half-Marathon afin de récolter de l'argent pour l'American Cancer Society et de lutter contre la maladie qui a emporté son père l'année précédente.  
Sunny Léone est fréquemment considérée comme étant l'une des plus belles femmes ayant figurée au cœur de l'industrie pornographique.
En 2011, elle épouse le musicien Daniel Weber, son partenaire de vie avec lequel elle avait notamment tourné dans des productions pornographiques. 
Sunny Leone et son époux sont parents de trois enfants. Le couple adopte une fille nommée Nisha Kaur Weber en juillet 2017 dans un orphelinat à Latur dans l'état de Maharashtra. Ils ont ensuite recours à une GPA (procédé très controversé, de nombreux pays ne reconnaissent pas le statut de parents aux conjoints qui ont recours à cette pratique), ce qui leur permit d'accueillir deux jumeaux qu'ils ont nommés Asher Singh Weber et Noah Singh Weber.
Son compte Instagram officiel est suivi par plus de 35 millions de personnes en mai 2020, ce qui en fait la personnalité de l'industrie pornographique la plus suivie sur ce réseau social.
La fortune personnelle de l'actrice est estimée entre 2 et 4 millions de dollars. 
Sunny Leone adopte la citoyenneté américaine en juin 2006. Elle vit aujourd'hui, avec son mari, entre Mumbai (Bombay) et Los Angeles.
En 2018, un activiste dépose une plainte contre Sunny Leone au "Nazarethpet police station" à Chennai. Il affirme que l'actrice fait la promotion de la pornographie ce qui est contraire aux lois indiennes en vigueur. Il ajoute que cela contribue à la dégradation de la culture indienne tout en bouleversant les mœurs de la société.

## Filmographie

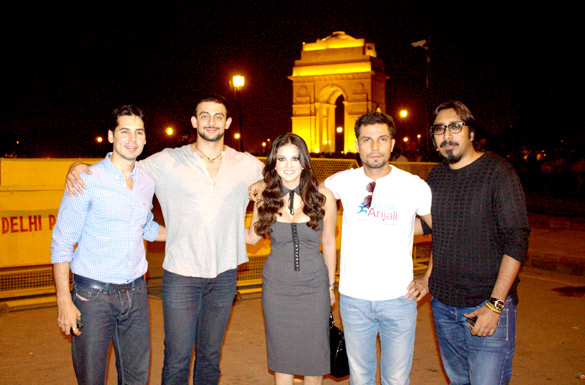
L’équipe de Jism 2

### Pornographie
- 2005 : Sunny
- 2006 : Virtual Vivid Girl Sunny Leone : Sunny
- 2006 : Sunny and Cher : Sunny
- 2006 : The Female Gardner : Sunny
- 2007 : It's Sunny in Brazil : Sunny
- 2007 : The Sunny Experiment : Sunny
- 2008 : Sunny Loves Matt : Sunny
- 2008 : The Other Side of Sunny : Sunny
- 2009 : The Dark Side of the Sun : Sunny
- 2009 : Sunny Slumber Party : Sunny

### Cinéma
- 2003 : Deadly Stingers  de J.R. Bookwalter :
- 2008 : Pirate's Blood de Mark Ratering : Sunny
- 2010 : The Virginity Hit de Will Ryder : Sunny
- 2011 : Bang Van Blowout with Nick Swardson court-métrage de Nick Corirossi  et Charles Ingram :
- 2012 : Jism 2 de Pooja Bhatt : Izna
- 2013 : Shootout at Wadala de Sanjay Gupta : Laila (Item number)
- 2013 : Jackpot de Kaizad Gustad : Maya
- 2014 : Ragini MMS 2 de Bhushan Patel
- 2014 : Vadacurry de Saravana Rajan
- 2015 : Ek Paheli Leela[28] de Bobby Khan
- 2016 : One Night Stand de Jasmine D'Souza : Celina/Ambar Kapoor
- 2016 : Beiimaan Love de Rajeev Chaudhari :	Sunaina
- 2016 : Fuddu de Sunil Subramani : Elle-même
- TBA : Dongri Ka Raja de Hadi Abrar : Item number "Choli Blockbuster"
- 2016 : Tina & Lolo de Devang Dholakia : Tina
- 2017 : Raees de Rahul Dholakia : Item number "Laila Main Laila«
- 2017 : Noor de Sunhil Sippy : Elle-même
- 2017 : Baadshaho de Milan Luthria : Elle-même
- 2017 : Tera Intezaar de Rajeev Walia : Rounak
- 2017 : Bhoomi: Item number "Trippy Trippy"
- 2019 : Jhootha Kahin Ka: Item number "Funk Love"
- 2023 : Kennedy de Anurag Kashyap : Charlie

### Télévision
- 2003 : Centerfold Babylon, documentaire d'Erik Himmelsbach-Weinstein : Elle-même
- 2005 : Poorman's Bikini Beach: Ms. Rio Competition, Axe House Party, and the Battle Royale : Elle-même
- 2007 : Debbie Does Dallas Again, série télévisée : Elle-même
- 2008 : The Bachelor Party, épisode de la série Co-Ed Confidential : la strip-teaseuse
- 2008 : Splitsville, épisode de la série Co-Ed Confidential : la strip-teaseuse
- 2008 : The Truth Will Out, épisode de la série Co-Ed Confidential : la strip-teaseuse
- 2008 : My Bare Lady, série télévisée : Elle-même
- 2009 : Vente a Las Vegas, nena: Un retrato de Rebeca Linares, documentaire de Amanda Sans : Elle-même
- 2010 : Rated A for Adult, série documentaire, épisodes Getting in the Biz, Under the Covers et Bedtime Stories : Elle-même
- 2011 : Undivided: The Preston and Steve Experience, documentaire de Sean McKnight : Elle-même
- 2013 : Risky Business: A Look Inside America's Adult Film Industry, documentaire de David Mech : Elle-même
- 2014 : C.I.D., épisode Diamond Robbery : Ragini

### Web
- 2011 : Bang Van Blowout with Nick Swardson de Nick Corirossi et Charles Ingram (court - web)
- 2011 : Sunny & the Suitcase de Matthew Campagna (court - web)

## Récompenses et nominations
- Penthouse Pet of the Year 2003
- 2005 : AVN Award Best Interactive DVD - "Virtual Vivid Girl Sunny Leone"
- 2010 : F.A.M.E. Awards – Favorite Breasts[29]
- 2010 : AVN Award – Best All-Girl Group Sex Scene – Deviance avec Eva Angelina, Teagan Presley et Alexis Texas
- 2010 : AVN Award – nommée – Best All-Girl Group Sex Scene – Sunny's Slumber Party avec Monique Alexander, Alexis Texas et Alyssa Reece
- 2010 : AVN Award – nommée – Best All-Girl Couples Sex Scene – Sunny's Slumber Party avec Jenna Haze
- 2010 : PornstarGlobal – 5 Star Award[30]
- 2013 : AVN Award Crossover Star of the Year[31]